# Western Auto Parts Company
Western Auto Parts Company war ein US-amerikanischer Hersteller von Automobilen.

## Unternehmensgeschichte
Das Unternehmen hatte den Sitz in Chicago in Illinois. 1908 stellte es einige Automobile her. Der Markenname lautete Western.
Weitere Hersteller von Personenkraftwagen mit diesem Markennamen waren Western Automobile Company, Western Automobile Company und Western Carriage Works.

## Fahrzeuge
Besonderheit war, dass viele der Fahrzeuge als Kit Cars entstanden. Das Unternehmen verkaufte den Bausatz. Eine Bauanleitung und einige Fotos waren darin enthalten. Der Zusammenbau wird als sehr einfach beschrieben.